# Безперервне виробництво
Безпере́рвне виробни́цтво (англ. Continuous production) — процес виготовлення продукції, що здійснюється безперервно в умовах сукупності безперервних технологічних процесів, організованих в вигляді виробничої лінії, підрозділу, цеха або підприємства в цілому.
Такий характер роботи зумовлюється особливостями технологій, наприклад, при виробництві електроенергії, в багатьох хімічних і харчових виробництвах; однорідністю основної продукції (наприклад, в металургії); необхідністю безперервного забезпечення споживачів.
Безперервність означає роботу 24 години на добу, сім днів на тиждень із нечастою зупинкою технічного обслуговування, наприклад, піврічною чи щорічною. Деякі хімічні заводи можуть працювати більше одного-двох років без відключення. Доменні печі можуть працювати від чотирьох до десяти років без зупинки.

## Переваги
Безперервне виробництво веде до скорочення часу (циклу) виробництва продукції і підвищення продуктивності праці, збільшує випуск продукції з одиниці устаткування і виробничої площі, прискорює обертання оборотних коштів. Безперервне виробництво забезпечується впровадженням автоматичних машин, конвеєрів, безперервної технології. 
Найефективніше безперервне виробництво буває при потоковому виробництві, яке характеризується зумовленою послідовністю операцій, ретельно розроблених з метою забезпечити мінімальну собівартість при прийнятній якості. Ці операції вимагають більш спеціалізованого устаткування і легше автоматизуються.